# Steven Solomon
Steven Solomon, född 16 maj 1993, är en friidrottare från Australien. Han deltog vid olympiska sommarspelen 2012 och olympiska sommarspelen 2020.